# Tatjana Samojlova
Tatjana Yevgenyevna Samojlova (Russisch: Татья́на Евге́ньевна Само́йлова; Leningrad, 4 mei 1934 - Moskou, 4 mei 2014) was een Russische actrice die voornamelijk gekend was voor haar rollen in Als de kraanvogels overvliegen en Anna Karenina. Ze won onder andere een Lifetime Achievement Award op het filmfestival van Moskou, en werd in 1994 benoemd tot Volksartiest van de Russische Federatie. Ze was de dochter van Yevgeny Samojlov.

## Filmografie (selectie)
- Als de kraanvogels overvliegen (1957) - als Veronika
- De brief die nooit verzonden werd (1961) - als Tanya
- Anna Karenina (1967) - als Anna Karenina